# Cargolux
Ne doit pas être confondu avec Cargolux Italia.
You name it, We fly it !
Cargolux Airlines International S.A. est une compagnie aérienne cargo luxembourgeoise basée à Luxembourg. Fondée en 1970, elle est aujourd'hui l'une des plus grosses compagnies exclusivement cargo (et exclusivement composée de Boeing 747) en Europe[réf. souhaitée] et assure également des vols charters ainsi que des services de maintenance. 
Son hub principal est l'aéroport de Luxembourg-Findel.
Elle fut notamment la première compagnie à exploiter le nouveau Boeing 747-8F, dans sa version Cargo.

## Historique

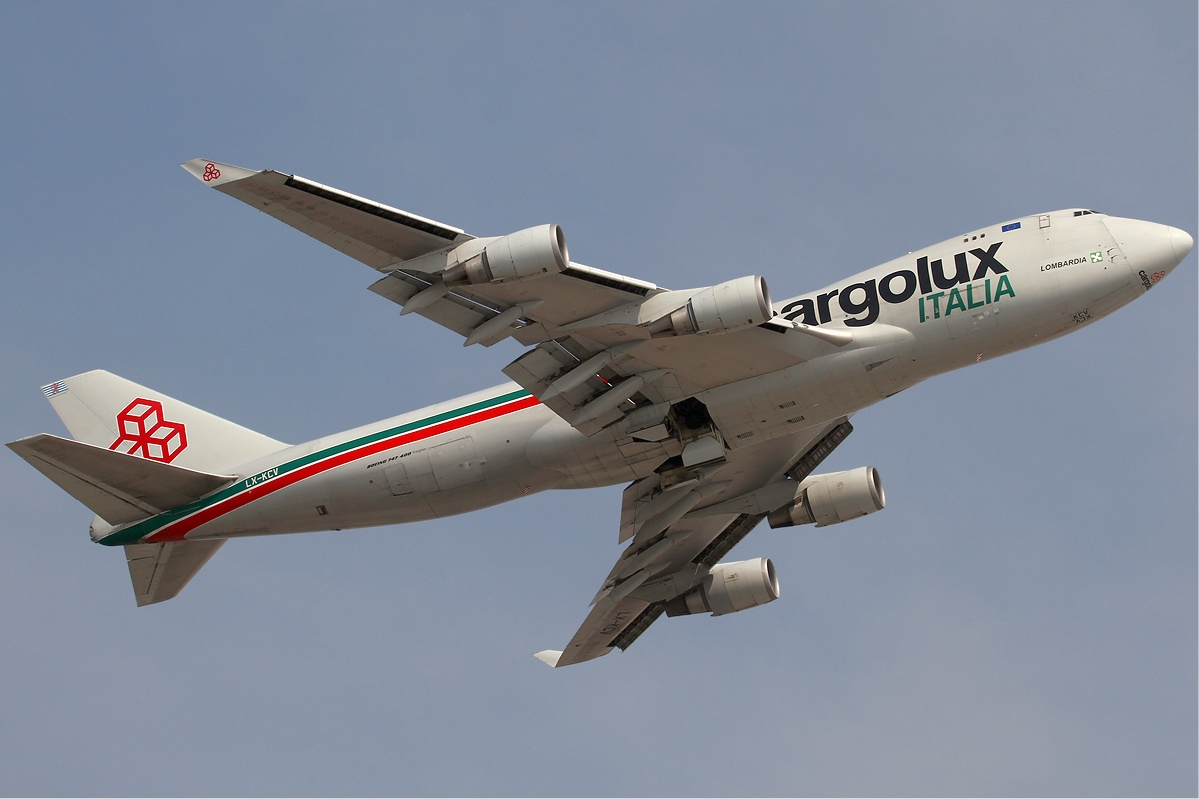
Cargolux Italia est une coentreprise de Cargolux créée en 2009.

Cargolux est fondée en mars 1970 par Luxair et d'autres investisseurs. Les activités commencent deux mois plus tard, en mai 1970 avec pour seul appareil un Canadair CL-44 opérant de Luxembourg à Hong Kong.
Après avoir grossi, l'entreprise commande un Boeing 747-200F en 1978 tandis que les Canadair CL-44 commencèrent à être retirés de la flotte. Cette même année, des opérations vers de nouvelles destinations en Asie ainsi qu'aux États-Unis sont inaugurées. L'année suivante, Cargolux reçoit son premier Boeing 747-200F.
En 1982, China Airlines est la première compagnie à conclure un accord d'alliance avec Cargolux. Le dernier Douglas DC-8-63CF est retiré de la flotte en 1984 alors qu'un troisième 747-200F entre en service.
Lufthansa entre dans le capital de la compagnie en 1987 à hauteur de 24,5 % tandis que Luxair augmente sa participation à hauteur du même taux. Dix ans plus tard, Lufthansa se retire et vend ses parts à Sair Logistics et Swiss Cargo.
Aujourd'hui la compagnie est partagée entre Luxair (35,1 %), SAirGroup (33,7 %), Luxembourg Financial Corporations (31,1 %) et d'autres investisseurs (0,3 %). Cargolux emploie plus de 2 000 personnes. Elle transporte en 2002 environ 478 000 tonnes de fret dans le monde entier, et environ 672 000 tonnes en 2009.
Elle obtient le prix Cargo Airline of the Year 2005 décerné par le magazine américain Air Transport World (en) pour la qualité de ses services.
En 2008, la compagnie s'associe avec des investisseurs privés italiens pour créer une coentreprise: Cargolux Italia qui commencera ses opérations en 2009 avec pour base l'aéroport de Milan-Malpensa..
Le 29 octobre 2010, Cargolux plaide coupable devant la cour fédérale dans une affaire de complot de fixation des prix du fret aérien. Elle est condamnée à payer une amende de 2,5 millions de dollars.
Le PDG Ulrich Ogiermann et le vice-président chargé des ventes et du marketing, Robert Van de Weg sont mis en accusation et sont passibles de 10 ans de prison et 1 million de dollars d'amende.
Le 9 novembre 2010, la Commission européenne condamne Cargolux ainsi que dix autres compagnies aériennes pour entente illicite qui viole les règles des traités européens. Ces entreprises s'étaient secrètement entendues pour exiger des surtaxes sur le transport de fret à partir de ou vers l'Union européenne. Cargolux est condamnée à verser une amende de 80 millions d'euros au budget européen.
En 2011, Cargolux compte 1564 employés à travers le monde dont 1187 au Luxembourg.
Le 8 septembre 2011, Qatar Airways achète 35 % des parts de la compagnie, devenant alors le second plus gros actionnaire après Luxair (43,4 %). Les autres actionnaires sont la Banque et caisse d'épargne de l'État (10,9 %) et la Société Nationale de Crédit et d'Investissement (en) (10,7 %).
Le 9 décembre 2011, la justice américaine annonce que le vice-président chargé des ventes et du marketing, Robert Van de Weg, ainsi que l'ex-PDG, Ulrich Ogiermann, sont condamnés à 13 mois de prison ferme qu'ils purgeront aux États-Unis.
Le 16 novembre 2012 soit un peu plus d'un an après leur entrée dans le capital, Qatar Airways et son président, Akbar Al Baker, décident de quitter la société luxembourgeoise à la suite d'un désaccord multiple entre les différentes parties. Ceux-ci voulaient imposer, à la suite du départ de Frank Reimen le 27 septembre 2012, Richard Forson comme CEO permanent mais également augmenter leurs parts d'actionnariat.
En mars 2013, le capital de Cargolux se voit renfloué de 100 millions de dollars par les actionnaires.

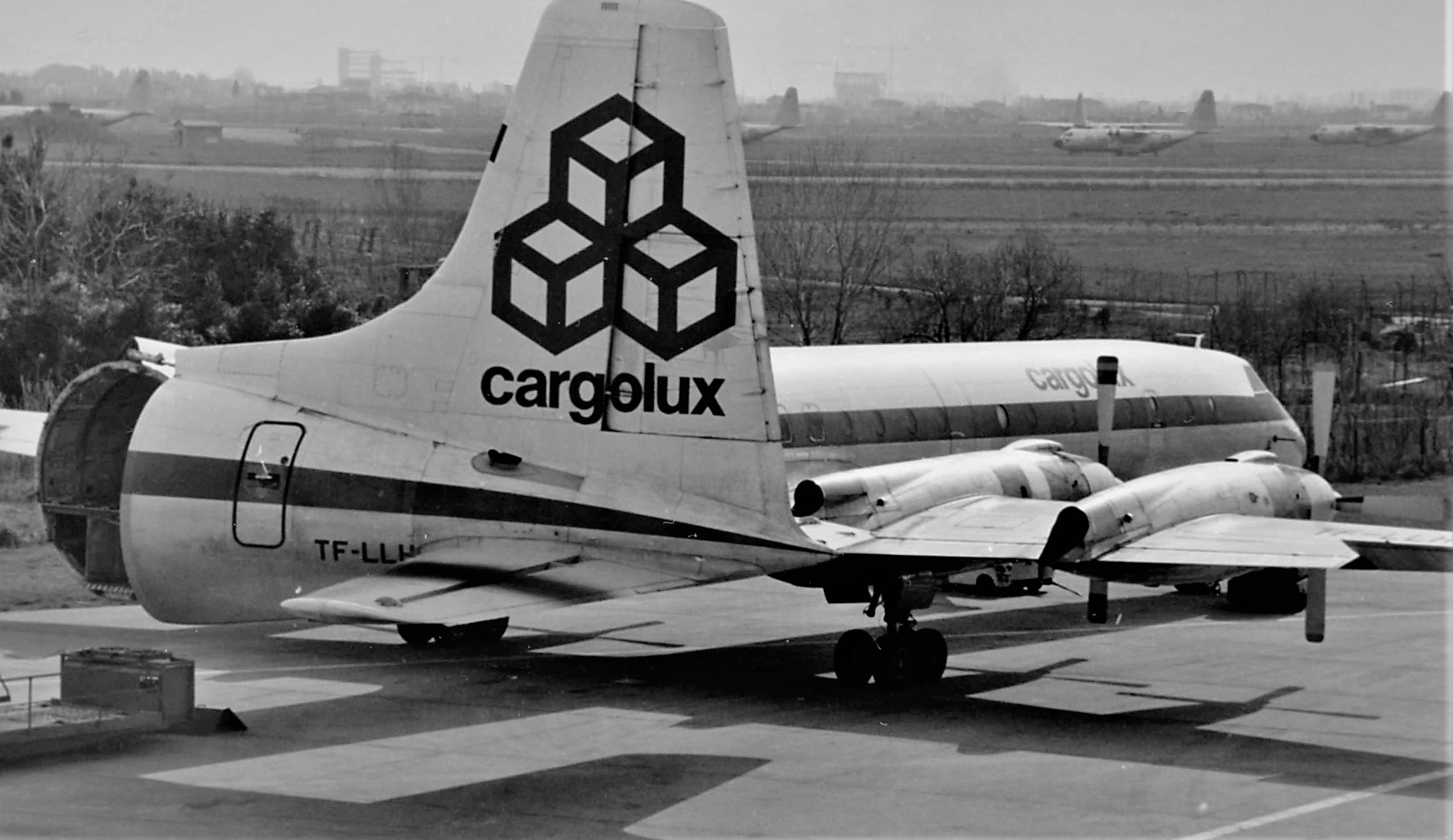
Un Canadair CL-44, dont le chargement s'effectuait par l'arrière.
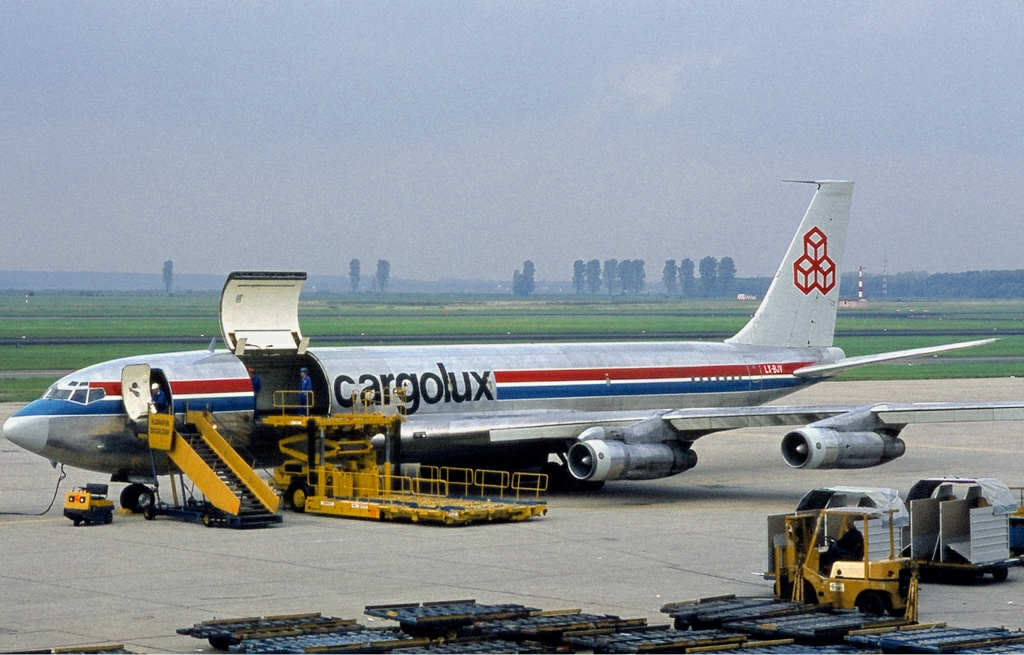
Un Boeing 707 de Cargolux, en 1981.
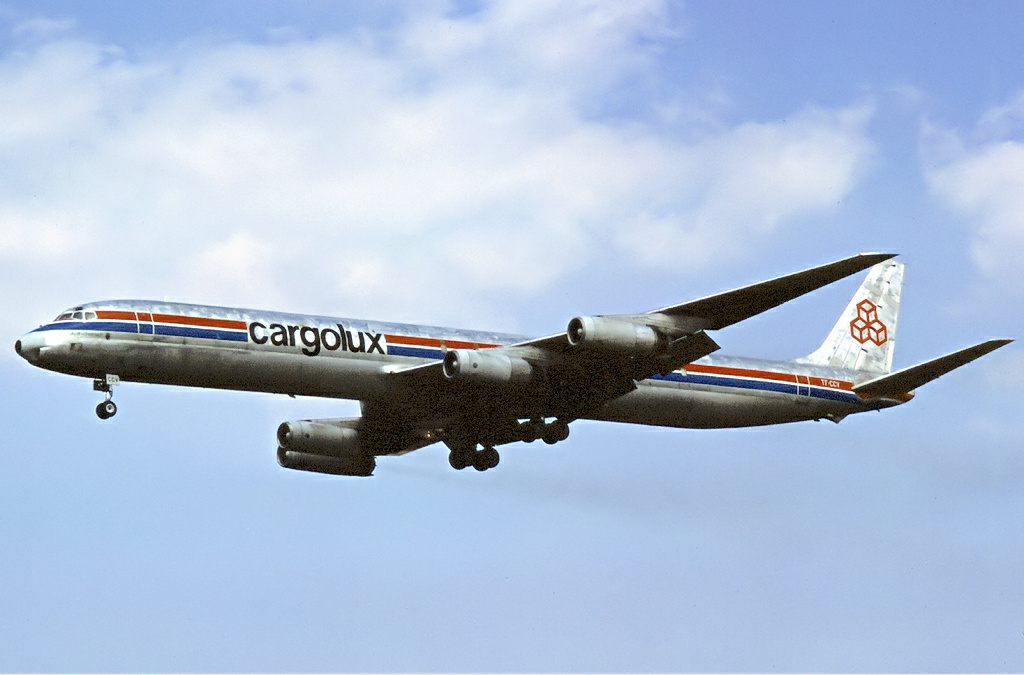
Un McDonnell-Douglas DC-8, en 1979.
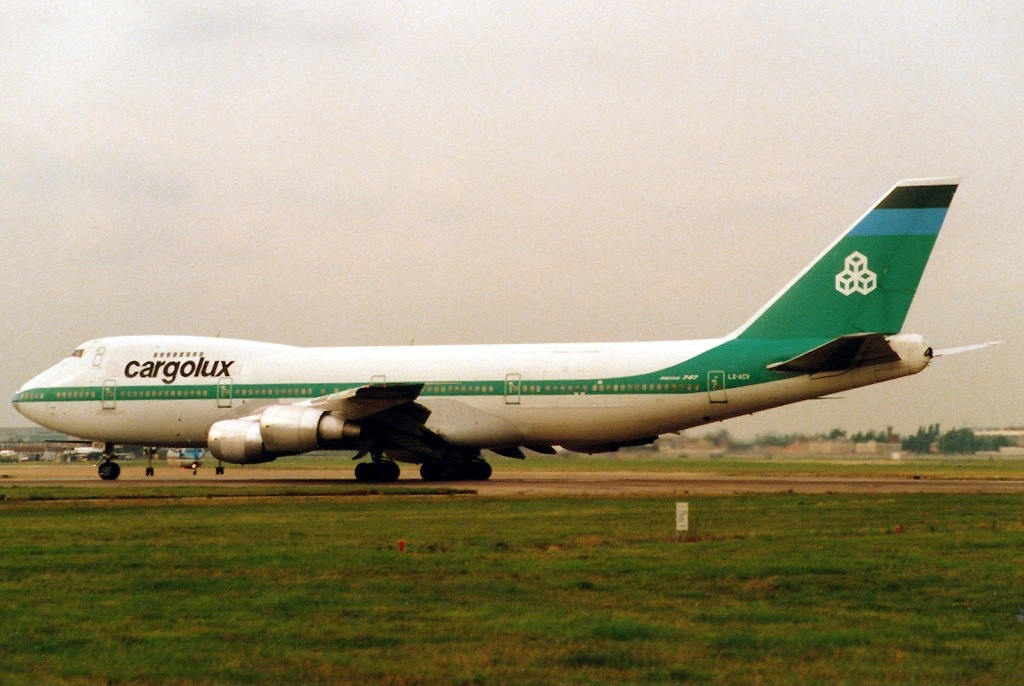
Le Boeing 747-200 LX-ACV de Cargolux en 1987 à Heathrow.
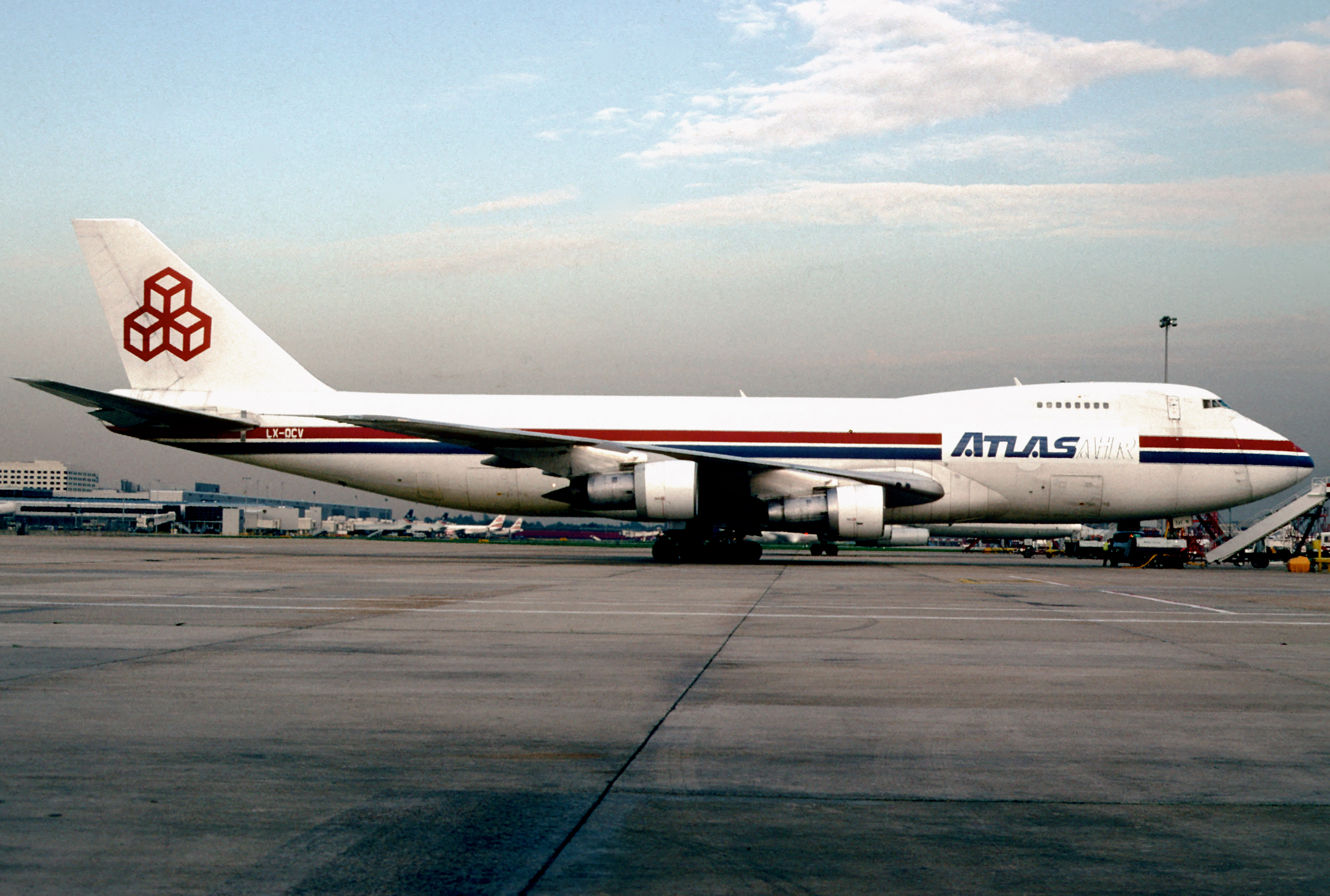
Le Boeing 747-200 LX-DCV de Cargolux en 1995.
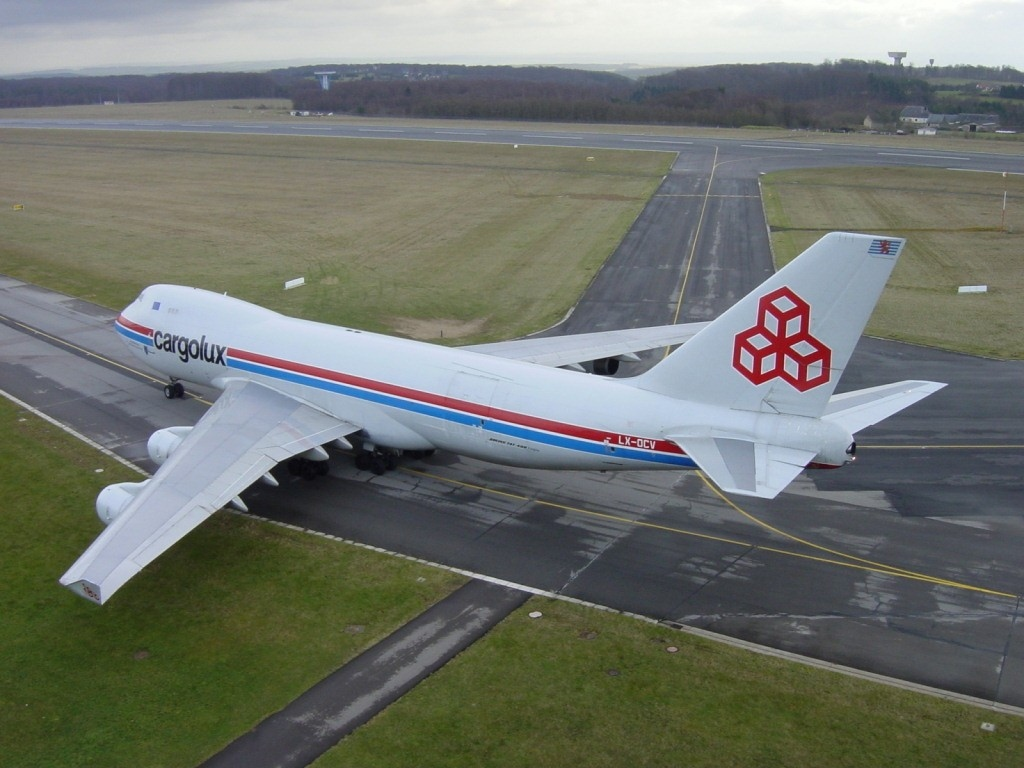
Boeing 747-400F LX-OCV de Cargolux en 2002 à l'aéroport de Luxembourg

## Destinations

Carte des destinations régulières de Cargolux en 2011.

Cargolux dessert 91 destinations, dont 57 régulièrement :  
| - Afrique : - Abidjan - Accra - Johannesbourg - Kinshasa - Lagos - Bamako - Douala - Libreville | - Amériques : - Bogota - Calgary - Chicago - Curitiba - Guadalajara - Houston - Latacunga - Los Angeles - Mexico - Montréal - New York - Panama - Rio de Janeiro - San Francisco - Santiago - São Paulo - Seattle |  | - Asie : - Achgabat - Bakou - Bangkok - Chennai - Hanoï - Hô Chi Minh-Ville - Hong Kong - Istanbul - Jakarta - Karachi - Komatsu - Kuala Lumpur - Séoul - Shanghai - Singapour - Taipei | - Europe : - Barcelone - Budapest - Glasgow - Helsinki - Luxembourg - Maastricht - Milan - Toulouse | - Moyen-Orient : - Abou Dabi - Charjah - Dubaï - Beyrouth - Damas - Koweït (ville) | - Océanie : - Auckland - Melbourne |
|                                                                                                 | |  | | |                                                                                    |                                    |

## Flotte

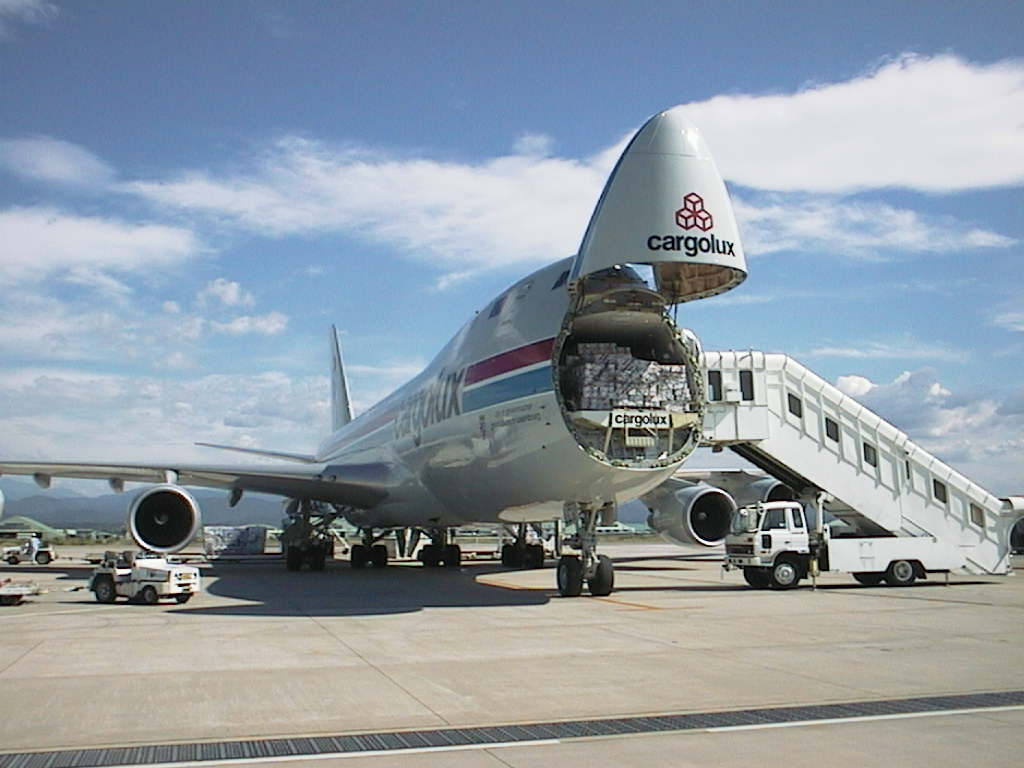
Boeing 747-400F de Cargolux.

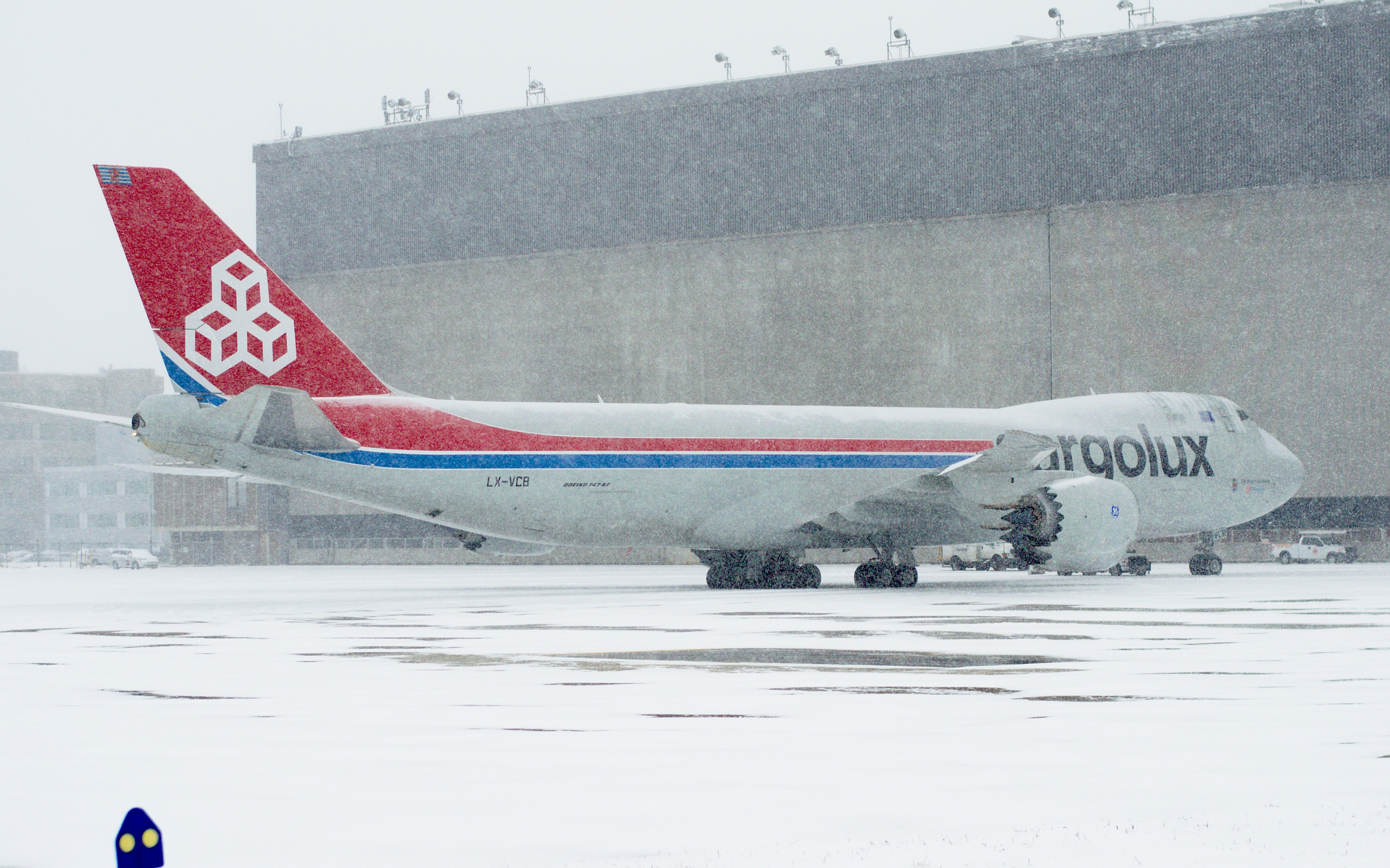
Un Boeing 747-8 à l'Air Canada Base de Montréal.

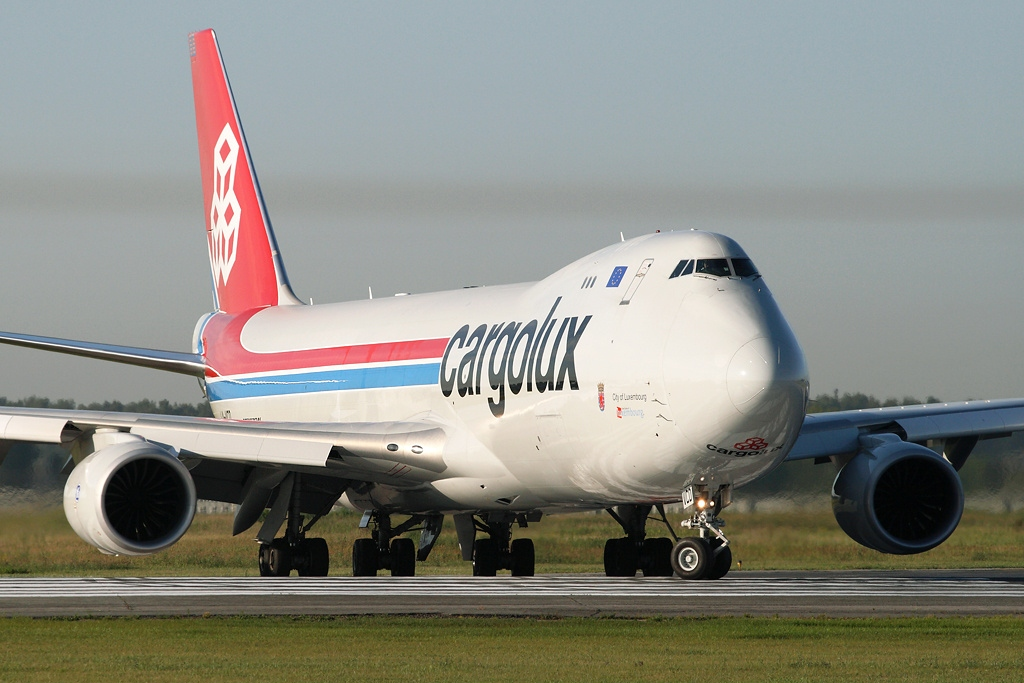
L'un des nouveaux Boeing 747-8, aux nouvelles couleurs.

### Actuelle
| Appareils                    | Dans la flotte | Commandes | Notes |
| ---------------------------- | -------------- | --------- | --- |
| Boeing 747-400F              | 16             | —         | LX-ECV, LX-GCL, LX-ICL, LX-JCV, LX-KCL, LX-LCL, LX-MCL, LX-NCL ayant une livrée Rétro, LX-OCV, LX-RCV, LX-SCV, LX-TCV, LX-UCV, LX-VCV, LX-WCV, LX-YCV |
| Boeing 747-8F                | 14             | —         | LX-VCA, LX-VCB, LX-VCC, LX-VCD, LX-VCE, LX-VCF ayant la livrée “Not without my mask”, LX-VCG, LX-VCH, LX-VCI, LX-VCJ, LX-VCK, LX-VCL, LX-VCM, LX-VCN  |
| Air Tractor AT-802F Fireboss | 5              | 7         | operé par Aquarius AFF LX-AFA, LX-AFB, LX-AFC, LX-AFE, LX-AFF                                                                                         |
| Total                        | 35             | 7         | |

### Historique de la flotte
Le 16 novembre 2005, Cargolux prit commande de 10 Boeing 747-8F et 10 options dont le premier sera livrable pour le milieu de l'année 2010. Cette commande leur permettra de devenir la compagnie de lancement de la nouvelle version du fameux 747.
Afin de couvrir son développement jusqu'à cette date, l'entreprise commanda, le 10 mars 2006, aussi 2 Boeing 747-400F qu'elle recevra en 2007 et 2008 pour la somme de 450 millions de dollars.
Le 19 mars 2007, Cargolux a transformé 3 options de commande de Boeing-747-8F en commandes fermes.
Le mardi 7 août 2007 est arrivé le 15e 747-400F, appelé « City of Pétange », à l'aéroport de Luxembourg et a fait son premier envol en direction de Seattle, avec, bien sûr, du fret à son bord.
Les 13 et 14 octobre 2011, Cargolux a pris livraison des deux premiers Boeing 747-8F commandés.
Le 24 mars 2012, Cargolux a eu son troisième Boeing 747-8F.
Le 25 mai 2012, Cargolux a pris livraison du quatrième Boeing 747-8F.
En 2016, Cargolux a pris livraison du quatorzième Boeing 747-8F.

## Accidents et incidents
- Le 21 janvier 2010, le Vol Cargolux 7933 opéré par un Boeing 747-400 immatriculé LX-OCV, heurte une camionnette de maintenance lors de son atterrissage sur la piste 24 de l'aéroport de Luxembourg-Findel. Seul le conducteur de la camionnette sera légèrement blessé, l'appareil s'en sortira avec quelques dégâts à un pneu, mais le véhicule sera gravement endommagé. Les causes sont dues à une erreur de la part des contrôleurs aériens de la tour de contrôle[8]. C'est le seul accident relativement grave qu'ait connu Cargolux depuis sa création en 1970.
- Le 16 janvier 2019, le vol Cargolux 7303 opéré par un Boeing 747-8F, immatriculé LX-VCJ, au départ de Kuala Lumpur déclare une urgence pour cause de fumées dans le cockpit. L'avion atterrit 35 min plus tard sur l'aéroport de Kuala Lumpur. Il n'y a pas blessés[9].
- Le 22 mars 2021, le Boeing 747-8F Aircraft, immatriculé sous le numéro LX-VCD, au départ de l'aéroport Al Maktoum International Airport (OMDW), déclare une urgence pour dysfonctionnement du système de chauffage de la verrière de l'appareil avec fumée ou feu. L'avion atterrit et il n'y a pas de blessés. Le rapport de l'autorité de l'aviation civile des émirats conclut à l'absence de responsabilité pour toute personne ou organisation[10].
- Le 14 mai 2023, le vol Cargolux 6857 opéré par un Boeing 747-400F immatriculé LX-OCV perd son train d'atterrissage côté droit lors d'un atterrissage d'urgence à l'Aéroport de Luxembourg-Findel. Initialement à destination de l'aéroport international O'Hare de Chicago, les pilotes ne parviennent pas à rentrer le train d'atterrissage après le décollage et effectuent alors une vidange de carburant au-dessus des Ardennes belges avant de revenir au Findel. Lors du toucher, le train d'atterrissage principal côté droit cède et endommage assez sévèrement le fuselage du 747. La piste 06/24 a subi des dégâts nécessitant la fermeture de l'aéroport pendant plusieurs heures [11]. L'appareil avait déjà été impliqué lors de l'incident du 21 janvier 2010 en touchant avec ce même train d'atterrissage le toit d'une camionnette de maintenance.